# Stephanie Graziano
Stephanie Burt Graziano (Los Angeles, 29 settembre 1954) è un'animatrice e produttrice televisiva statunitense, nota soprattutto come vice presidente e fondatrice della casa editrice indipendente Graz Entertainment.

## Biografia
Nata e cresciuta nella Contea di Los Angeles, subito dopo essersi diplomata al liceo, nel 1972, Stephanie incomincia a lavorare come inchiostratrice freelance per Hanna-Barbera pur continuando gli studi al Los Angeles Valley College ed in seguito all'Università della California, conseguendo una laurea in materie pubblicitarie. 
Dopo aver lavorato come inchiostratice e supervisore artistico per la Ruby-Spears, nel 1984 viene assunta a tempo pieno alla Marvel Productions dove conosce Jim Graziano che sposa quattro anni dopo, nel 1988. La coppia nel 1992 avvia un proprio studio di animazione; la Graz Entertainment.
Durante la sua carriera è stata produttrice di: Skeleton Warriors, Street Fighter, The Tick, Tron: Uprising, Jem, G.I. Joe, Roswell Conspiracies e Insuperabili X-Men.